# Gajanejos
Gajanejos es un municipio y localidad española de la provincia de Guadalajara, en la comunidad autónoma de Castilla-La Mancha. El término municipal tiene una población de 54 habitantes (INE 2024).

## Historia
El origen del pueblo es desconocido, ya que ha sido destruido en varias ocasiones; se tiene constancia de que el pueblo fue pulverizado durante la Guerra de la Independencia, tal y como relata Benito Pérez Galdós en Episodios Nacionales.
Hacia mediados del siglo XIX, el lugar tenía contabilizada una población de 284 habitantes. La localidad aparece descrita en el octavo volumen del Diccionario geográfico-estadístico-histórico de España y sus posesiones de Ultramar de Pascual Madoz de la siguiente manera:

GRAJANEJOS: v. con ayunt. en la prov. de Guaddajara (6 leg.), part. jud. de Brihuega (2), aud. terr. de Madrid (16), c. g. de Castilla la Nueva, dióc. de Sigüenza (6): sit. al estremo de una llanura en el principio de una cuesta de mas de 1,000 varas de descenso, y combatida principalmente por los vientos N. y O.; su clima es frio, y las enfermedades mas comunes, parálisis. Tiene 90 casas, la de ayunt., cárcel, una posada, pósito con el fondo de 16 fan. de trigo; escuela de instruccion primaría frecuentada por 20 alumnos á cargo de un maestro, á la vez sacristan, dotado con 1,200 rs, y la retribucion de los discípulos; una igl. parr. (San Pedro Apóstol), servida por un cura de provision real y ordinaria; fuera de la v. y como á dist. de 400 varas, hay un parador que fué construido á espensas del vecindario, y habiéndose quemado en 24 de enero de 1840, solo quedaron la cocina, cuadras, pajar y cochera. Confina el térm. N. Valfermoso de las Monjas; E. Ledanca; S Brihuega, y O. Utande: dentro de él se encuentra una ermita (La Soledad), y 4 fuentes de esquisitas aguas, principalmente una de que se surte el vecindario para beber y demas necesidades domésticas. El terreno participa de secano y regadio, el primero es flojo y pedregoso, y el segundo de buena calidad, debido al beneficio que le presta el r. Vadiel: comprende hasta 3,000 fan. de monte poblado de encinas, robles, estepas y otras matas; la cuesta á cuyo principio está la v., como queda indicado, ofrece una agradable y deliciosa perspectiva por los muchos cerezos y nogales que hay en ella. caminos: los locales y la carretera de Madrid á Zaragoza, á cuyas inmediaciones hay parada de postas. correo, se recibe y despacha en la adm. de Guadalajara. prod.: trigo, cebada, avena, aceite, vino, cáñamo, patatas, judías, nueces, cerezas, leñas de combustible y carboneo, y buenos pastos; se cria ganado lanar y cabrio y las caballerias necesarias para la agricultura. ind.: la agrícola y un molino harinero. comercio: esportacion del sobrante de frutos á los mercados de Brihuega, donde se surte el vecindario de los art. de consumo que faltan. pobl.: 67 vec., 284 alm. cap. prod.: 1.180,000 rs. imp.: 106,200. contr. 7,602.
(Madoz, 1847, p. 464)

En el transcurso de la guerra civil (1936-1939) estuvo situado el frente republicano siendo bombardeado varias veces, los habitantes estuvieron refugiados en la cueva del Picarón catorce días hasta ser evacuados unos a Lupiana otros a Motilla del Palancar y a otras poblaciones. El frente estuvo alrededor de un año avanzando y retrocediendo, la iglesia sus imágenes y el retablo fueron quemados y al abandonar el pueblo por el avance de las tropas e intensos bombardeos. Se puede ver todavía la situación de las trincheras y refugios en la zona de la nevera y nidos de ametralladora en la zona de monte durante la batalla de Guadalajara, en marzo de 1937, el pueblo fue de nuevo destruido totalmente, de modo que años después la Dirección General de Regiones Devastadas tuvo que hacerse cargo de él para reconstruir uno nuevo, al lado de la carretera (N-II autovía del Nordeste) a unos quinientos metros de su antiguo emplazamiento.

## Demografía
Gajanejos cuenta con una población de 54 habitantes (INE 2024).
| Gráfica de evolución demográfica de Gajanejos entre 1842 y 2021                                                     |
| |
| Población de derecho según los censos de población del INE Población de hecho según los censos de población del INE |

| 112                        | 96 | 80 | 68 | 57 |
| (Fuente: [cita requerida]) |    |    |    |    |

## Fiestas patronales
Las fiestas patronales son el 13 de junio.